# گل سرخی برای داوود
گل سرخی برای داوود یک مجموعه تلویزیونی محصول سال ۱۳۷۹ به کارگردانی محمد رحمانیان،  می‌باشد که از برنامه کودک و نوجوان شبکه دو پخش شد.

## بازیگران
- اکبر گل‌محمدی
- رضا بابک
- فرهاد نوروزی
- فرید محمودی
- فریده سپاه‌منصور
- یوسف تیموری
- حوریه خطیب‌زاده